# Agnsjön (Anundsjö socken, Ångermanland)
Agnsjön är en sjö i Örnsköldsviks kommun i Ångermanland och ingår i Moälvens huvudavrinningsområde. Sjön har en area på 5,1 kvadratkilometer och ligger 123 meter över havet. Sjön avvattnas av vattendraget Lillån.

## Delavrinningsområde
Agnsjön ingår i det delavrinningsområde (705142-160277) som SMHI kallar för Utloppet av Agnsjön. Medelhöjden är 176 meter över havet och ytan är 24,97 kvadratkilometer. Räknas de 10 avrinningsområdena uppströms in blir den ackumulerade arean 157,43 kvadratkilometer. Lillån som avvattnar avrinningsområdet har biflödesordning 2, vilket innebär att vattnet flödar genom totalt 2 vattendrag innan det når havet efter 68 kilometer. Avrinningsområdet består mestadels av skog (69 procent). Avrinningsområdet har 5,1 kvadratkilometer vattenytor vilket ger det en sjöprocent på 20,4 procent.